# Archieparquía de Asmara
La archieparquía de Asmara (en latín: Archieparchia Asmarensis) es una circunscripción eclesiástica de la Iglesia católica en Eritrea. Se trata de la sede metropolitana sui iuris de la provincia eclesiástica eritrea de Asmara. La archieparquía tiene al archieparca Menghesteab Tesfamariam, M.C.C.I. como su ordinario desde el 25 de junio de 2001.

## Territorio y organización

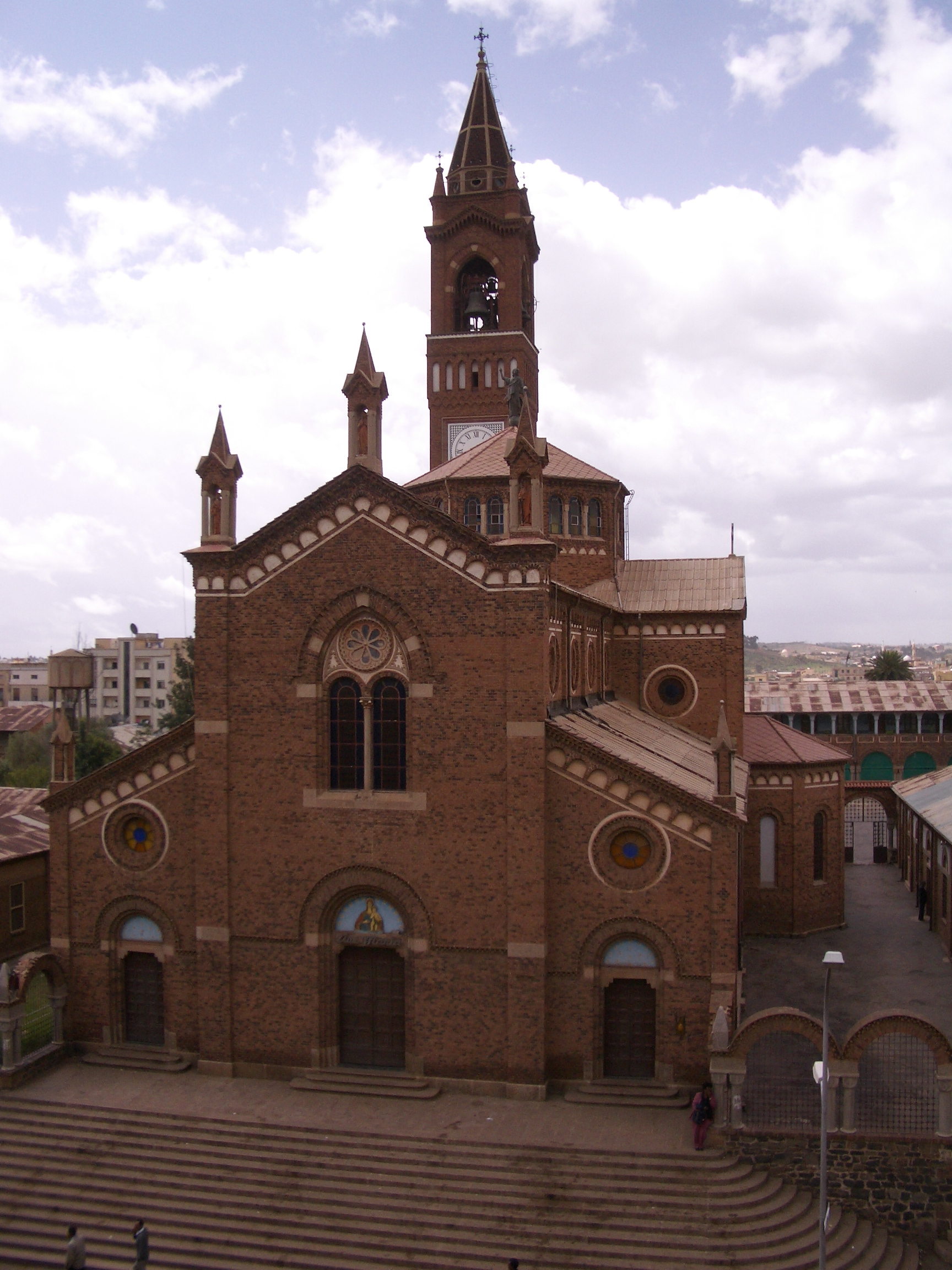
Iglesia de la Virgen del Rosario, Asmara

La archieparquía extiende su jurisdicción sobre los fieles católicos de rito alejandrino eritreo residentes en la región Central y en parte de las regiones de Gash-Barka, Anseba, Mar Rojo Septentrional y Sur. Como no hay circunscripciones eclesiásticas latinas en Eritrea, la jurisdicción abarca a todos los fieles católicos.
La sede de la archieparquía se encuentra en la ciudad de Asmara, en donde se halla la Catedral de Nuestra Señora del Perpetuo Socorro (Kidane Mehret) y la iglesia de la Virgen del Rosario, que fue la catedral del vicariato apostólico de Asmara. 
La archieparquía tiene como sufragáneas a las eparquías de: Barentu, Keren y Segeneiti.
En 2018 en la archieparquía existían 60 parroquias:
- Catedral de Nuestra Señora del Perpetuo Socorro en Asmara
- Santísimo Salvador en Asmara
- Inmaculada Concepción de la Santísima Virgen María en Asmara
- Virgen María en Asmara
- Presentación de la Santísima Virgen María en Asmara
- Virgen del Rosario en Asmara
- Nuestra Señora del Perpetuo Socorro en Asmara
- San Miguel en Adi Tekelezan
- San Jorge en Digdig
- Nuestra Señora del Perpetuo Socorro en Deki Ghebru
- Santísima Familia en el Exilio en Jegherteab
- Santísimo Salvador en Dekizeru
- Nuestra Señora de Sion en Adekolom
- Donación de la Santísima Virgen María en Ametsi
- San José en Wara
- Nuestra Señora de Sion en Adi Neamn
- Debre Eyesus en Deki Shehai
- Kidanemihret en Zaghir
- San Gabriel en Embaderho Laelay
- Santos Pedro y Pablo en Himbirti
- Santísimo Salvador en Ghinda
- Santa María de los Ángeles en Embatkala
- San José en Nefasit
- Santísimo Salvado en Asab
- Nuestra Señora de Sion en Mendefera
- Santa Rita en Adi Quala
- Natividad de la Santísima Virgen María en Adi Zenu
- Santísima Trinidad en Tera Emni
- Santísima Familia en el Exile en Ghuila
- San Miguel en Halhale
- Asterio Mariam en Debarwa
- Asterio Mariam en Hatsina

## Historia
El 4 de julio de 1930 fue erigido el ordinariato para fieles de rito etiópico de Eritrea, el cual desde 1894 estaba sujeto al vicariato apostólico de Eritrea (hasta 1911 una prefectura apostólica) y anteriormente al vicariato apostólico de Abisinia. De esta manera, el vicariato apostólico de Eritrea mantuvo su jurisdicción sobre los otros católicos en la colonia italiana, en particular sobre los fieles latinos.
El 31 de octubre de 1951 el ordinariato fue elevado al exarcado apostólico de Asmara con la bula Aethiopica Alexandrini del papa Pío XII y quedó inmediatamente sujeto a la Santa Sede.

Quocirca Nos, damna ipsa sarcire et spirituali fidelium bono prospicere cupientes, pro hodierno Ordinariatu Exarchatum in Erythraea erigere statuimus. Collatis igitur consiliis cum venerabili Fratre Nostro S. R. E. Cardinale S. Congregationis pro Ecclesia Orientali a Secretis, ac suppleto, quatenus opus sit, quorum intersit, vel eorum qui sua interesse praesumant, consensu, omnibusque mature perpensis, certa scientia ac suprema auctoritate Nostra novum in Erythraea Exarchatum Apostolicum, loco Ordinariatus ibi hucusque exsistentis, erigimus et constituimus « de Asmara » nuncupandum. Novi huius Exarchatus fines iidem erunt qui civiles fines Erythraeae ditionis. Eius porro sedem in Asmara urbe, a qua ipse nomen mutuatur, statuimus, et templum ibi exstans Deo in honorem B. V. Mariae Ghidané Näheret (id est latine « Pactum misericordiae ») dicatum, ritus Alexandrini Aethiopici, ad gradum et dignitatem templi procathedralis novi Exarchatus evehimus...

El 20 de febrero de 1961 el exarcado apostólico fue elevado a eparquía sufragánea de la archieparquía de Adís Abeba, mediante la bula Quod venerabiles del papa Juan XXIII.
El 21 de diciembre de 1995 cedió partes de su territorio para la erección de las eparquías de Barentu (mediante la bula Quia opportunum) y Keren (mediante la bula Communitates in orbe) por el papa Juan Pablo II. El mismo día, tras la supresión del vicariato apostólico de Asmara, extendió su jurisdicción también sobre los católicos de rito latino.
El 24 de febrero de 2012 cedió una porción adicional de territorio para la erección de la eparquía de Segeneiti mediante la bula Cum visum sit del papa Benedicto XVI.

Ab Eparchia Asmarensi detrahimus quoddam territorium ex quo condimus novam Eparchiam Segheneitensem propriis cum iuribus atque obligationibus; quae suos habet fines in Erythraeae regione inter meridiem et ortum solis spectante, atque Eparchia Adigratensis ad meridiem, Mare Rubrum in septemtriones et Eparchia Asmarensis inter septemtriones et occasum solis eam definiunt.

El 19 de enero de 2015 fue elevada al rango de archieparquía con la bula Multum fructum del papa Francisco, convirtiéndose en sede metropolitana de la Iglesia católica eritrea, de nueva erección.

Multum fructum ut afferat vitis vera quae Christus est (cfr Io 15, 5) vehementer cupiens, Venerabilis Frater Berhaneyesus Demerew Souraphiel, C.M., Archiepiscopus Metropolita Neanthopolitanus, una cum Consilio Hierarcharum Ecclesiae Alexandrinae ritus gheez enixe petivit ut Ecclesia in Erythraea ad gradum metropolitanum sui iuris eveheretur et nova illic metropolia constitueretur, Nos verum libenter annuere volumus huiusmodi proposito. Quapropter, audito Venerabili Fratre Nostro Cardinale Praefecto Congregationis pro Ecclesiis Orientalibus, a Metropolitana sui iuris archieparchia Neanthopolitana seiungimus eparchias Asmarensem, Barentuanam, Kerensem et Segheneitensem. Ex ita facto territorio, quod Erythraeam complectitur, novam Metropolitanam Ecclesiam sui iuris Asmarensem appellandam constituimus, cuius sedes princeps erit in urbe Asmarensi, eandemque circumscriptionem proinde ad gradum archieparchiae extollimus. Eius suffraganeae deinceps erunt ceterae supra dictae eparchiae in Erythraea. Haec omnia reliquaque secundum normas Codicis Canonum Ecclesiarum Orientalium expediantur. Insuper de eodem absolute negotio sueta documenta exarentur et ad memoratam Congregationem pro Ecclesiis Orientalibus mittantur. Hanc denique Constitutionem Nostram nunc et in posterum ratam esse iubemus, contrariis quibuslibet rebus minime obsistentibus.

## Estadísticas
De acuerdo al Anuario Pontificio 2019 la archieparquía tenía a fines de 2018 un total de 35 017 fieles bautizados.
| Año                                                                             | Población            | Población | Población      | Sacerdotes | Sacerdotes    | Sacerdotes    | Bautizados por sacerdote | Diáconos permanentes | Religiosos | Religiosos | Parroquias |
| Año                                                                             | Bautizados católicos | Total     | % de católicos | Total      | Clero secular | Clero regular | Bautizados por sacerdote | Diáconos permanentes | Varones    | Mujeres    | Parroquias |
| ------------------------------------------------------------------------------- | -------------------- | --------- | -------------- | ---------- | ------------- | ------------- | ------------------------ | -------------------- | ---------- | ---------- | ---------- |
| 1950                                                                            | 26 186               | 900 000   | 2.9            | 83         | 83            |               | 315                      |                      | 13         | 89         | 65         |
| 1966                                                                            | 42 463               | 1 200 000 | 3.5            | 143        | 91            | 52            | 296                      |                      | 97         | 93         | 84         |
| 1975                                                                            | 55 800               | ?         | ?              | 185        | 83            | 102           | 301                      |                      | 130        | 192        | 72         |
| 1990                                                                            | 60 780               | ?         | ?              | 186        | 78            | 108           | 326                      | 4                    | 181        | 282        | 87         |
| 1999                                                                            | 46 303               | 2 927 280 | 1.6            | 177        | 34            | 143           | 261                      |                      | 208        | 393        | 70         |
| 2000                                                                            | 44 646               | 2 927 280 | 1.5            | 204        | 33            | 171           | 218                      |                      | 246        | 392        | 60         |
| 2001                                                                            | 44 646               | 2 927 280 | 1.5            | 204        | 33            | 171           | 218                      |                      | 246        | 392        | 60         |
| 2002                                                                            | 49 519               | 3 027 280 | 1.6            | 237        | 38            | 199           | 208                      |                      | 304        | 475        | 138        |
| 2003                                                                            | 54 712               | 3 500 000 | 1.6            | 244        | 41            | 203           | 224                      |                      | 332        | 494        | 65         |
| 2004                                                                            | 58 624               | 3 900 000 | 1.5            | 264        | 41            | 223           | 222                      |                      | 302        | 484        | 66         |
| 2006                                                                            | 62 453               | 4 010 000 | 1.6            | 331        | 44            | 287           | 188                      | 2                    | 535        | 628        | 66         |
| 2007                                                                            | 59 542               | 4 158 000 | 1.4            | 304        | 44            | 260           | 195                      | 1                    | 472        | 654        | 68         |
| 2009                                                                            | 66 443               | 4 250 000 | 1.6            | 319        | 43            | 276           | 208                      | 3                    | 542        | 699        | 69         |
| 2010                                                                            | 70 351               | 4 500 000 | 1.6            | 374        | 48            | 326           | 188                      | 3                    | 707        | 646        | 69         |
| 2012                                                                            | 67 314               | 3 934 000 | 1.7            | 361        | 21            | 340           | 186                      | 3                    | 703        | 847        | 74         |
| 2015                                                                            | 31 850               | 3 358 000 | 1.0            | 336        | 20            | 316           | 94                       | 2                    | 602        | 498        | 59         |
| 2018                                                                            | 35 017               | 3 539 186 | 1.0            | 349        | 17            | 332           | 100                      | 3                    | 498        | 617        | 60         |
| Fuente: Catholic-Hierarchy, que a su vez toma los datos del Anuario Pontificio. |                      |           |                |            |               |               |                          |                      |            |            |            |

## Episcopologio
- Kidanè-Maryam Cassà † (4 de julio de 1930-1 de septiembre de 1951 falleció)
- Ghebre Jesus Jacob † (24 de febrero de 1951-1958 renunció)
- Asrate Mariam Yemmeru † (3 de febrero de 1958-9 de abril de 1961 nombrado archieparca de Adís Abeba)
- François Abraha † (9 de abril de 1961-17 de julio de 1984 renunció)
- Zekarias Yohannes † (17 de julio de 1984-25 de junio de 2001 retirado)
- Menghesteab Tesfamariam, M.C.C.I., desde el 25 de junio de 2001